# Olavo Nunes
Francisco Olavo Guimarães Nunes (Vigia, 29 de julho de 1871 — 3 de maio de 1942) foi um escritor brasileiro. 

## Biografia
O escritor Olavo Nunes mudou-se para Belém para continuar seus estudos e foi nomeado promotor público em Maracanã no seu estado, mas não existe nenhuma referência de ter feito o curso de direito, pois devido a falta de bacharéis em direito naquela época, eram nomeados leigos para exercer o cargo, o que provavelmente deve ter acontecido com Olavo Nunes.
Casou-se com Luíza Cardoso Nunes e com ela teve um filho, Olavo Guimarães Nunes Filho. Foi jornalista, escritor e pertenceu a Academia Paraense de Letras. 
Olavo Nunes utilizou alguns pseudônimos, como Carlos Augusto, José do Egito e José Boêmio, destacou-se por ser um poeta romântico.
Redator do jornal Diário do Pará, criou uma coluna, chamada Musa vadia, e usando o pseudônimo de Zé Boêmio, escrevia sonetos humorísticos.

## Obras
- Retratando
- Belém, cabocla morena
- Ingenuidade